# Christian Früchtenicht
Johann Christian Carl Früchtenicht (* 17. März 1889 in Beckedorf, Kreis Blumenthal; † 21. Juni 1971 in Bremen) war ein Bremer Politiker (SPD) und er war Mitglied der Bremischen Bürgerschaft.  

## Biografie
Früchtenicht erlernte den Beruf eines Zimmermanns und war als Zimmerpolier tätig.  
Er war Mitglied der SPD.
Vom November 1946 bis 1947 und 1951 war er Mitglied der ersten und der zweiten gewählten Bremischen Bürgerschaft und in verschiedene Deputationen der Bürgerschaft tätig.
Früchtenicht war seit dem 25. Januar 1923 mit Helene Selma geb. Martins (1896–1980) verheiratet. Die Eheschließung fand in Vegesack statt. Christian Früchtenicht starb am 21. Juni 1971 um 14:30 Uhr im Zentralkrankenhaus Bremen-Nord in der Hammersbecker Straße 228 in Bremen im Alter von 82 Jahren. Er wohnte zuletzt im Grohner Kamp 42 in Bremen.